# Thümmlitzwalde
Thümmlitzwalde este o comună din landul Saxonia, Germania. Se află la o altitudine de 173 m deasupra nivelului mării. Are o suprafață de 55,88 km².